# シックス・ストリング・セオリー
『シックス・ストリング・セオリー』（6 String Theory）は、アメリカ合衆国のフュージョン・ギタリスト、リー・リトナーが2010年に発表したスタジオ・アルバム。ギタリストを中心とした多数のフィーチャリング・ゲストを迎えて制作された。

## 背景
リー・リトナーとコンコード・レコードのA&Rジョン・バークが共同プロデュースしており、「"68"」「イン・ユア・ドリームズ」「シェイプ・オブ・マイ・ハート」の3曲では、スティーヴ・ルカサーが演奏とプロデュースで参加した。本作のレコーディングは主にハリウッドのヘンソン・レコーディング・スタジオで行われたが、フィーチャリング・ゲストのうちB.B.キング、タジ・マハール、ケヴ・モ、ジョー・ロビンソン、ショーン・ブーブリル、ジョニー・ラング、ロバート・クレイ、ヴィンス・ギル、布袋寅泰のパートは別のスタジオで録音された。
ニール・ショーンとスラッシュは、スティーヴ・ルカサーの紹介により参加した。カナダ出身のショーン・ブーブリルは当時16歳で、本作のために開催されたオーディションで優勝し、最終選考の翌日にレコーディングを行った。

## 反響
本作はギリシャ、ドイツ、日本の総合アルバム・チャートにランク・インした。リトナーの母国アメリカでは『ビルボード』のジャズ・アルバム・チャートで4位に達し、収録曲「シェイプ・オブ・マイ・ハート」は『ビルボード』のスムーズ・ジャズ・ソング・チャートで19位に達した。

## 収録曲
1. レイ・イット・ダウン - "Lay It Down" (Lee Ritenour) - 5:58
  - フィーチャリング：ジョン・スコフィールド（ギター）&リー・リトナー（ギター）
2. アム・アイ・ロング - "Am I Wrong" (Kevin R. Moore) - 4:07
  - フィーチャリング：ケヴ・モ（ギター、ボーカル）&タジ・マハール（ギター、ハーモニカ、ボーカル）
3. L.P.（フォー・レス・ポール）- "L.P. (For Les Paul)" (L. Ritenour) - 4:50
  - フィーチャリング：リー・リトナー（ギター）、パット・マルティーノ（ギター）&ジョーイ・デフランセスコ（オルガン）
4. ギヴ・ミー・ワン・リーズン - "Give Me One Reason" (Tracy Chapman) - 5:14
  - フィーチャリング：ジョー・ボナマッサ（ギター、ボーカル）&ロバート・クレイ（ギター、ボーカル）
5. "68" - "68" (Steve Lukather) - 4:58
  - フィーチャリング：スティーヴ・ルカサー（ギター）、ニール・ショーン（ギター）&スラッシュ（ギター）
6. イン・ユア・ドリームズ - "In Your Dreams" (L. Ritenour, S. Lukather) - 5:56
  - フィーチャリング：スティーヴ・ルカサー（ギター）、リー・リトナー（ギター）&ニール・ショーン（ギター）
7. マイ・ワン・アンド・オンリー・ラヴ - "My One and Only Love" (Guy Wood, Robert Mellin) - 1:44
  - フィーチャリング：ジョージ・ベンソン（ギター）
8. ムーン・リヴァー - "Moon River" (Henry Mancini, Johnny Mercer) - 4:57
  - フィーチャリング：ジョージ・ベンソン（ギター）、ジョーイ・デフランセスコ（オルガン）
9. ホワイ・アイ・シング・ザ・ブルース - "Why I Sing the Blues" (B.B. King, Dave Clark) - 6:34
  - フィーチャリング：B.B.キング（ギター、ボーカル）、ヴィンス・ギル（ギター、ボーカル）、ケヴ・モ（ギター、ボーカル）、ジョニー・ラング（ギター、ボーカル）&リー・リトナー（ギター）
10. ダディ・ロングリックス - "Daddy Longlicks" (Joe Robinson) - 1:54
  - フィーチャリング：ジョー・ロビンソン（ギター）
11. シェイプ・オブ・マイ・ハート - "Shape of My Heart" (Dominic Miller, Sting) - 4:48
  - フィーチャリング：リー・リトナー（ギター）、スティーヴ・ルカサー（ギター）&アンディ・マッキー（アコースティック・ギター）
12. ドリフティング - "Drifting" (Andy McKee) - 3:40
  - フィーチャリング：アンディ・マッキー（ギター）
13. フリーウェイ・ジャム - "Freeway Jam" (Max Middleton) - 4:56
  - フィーチャリング：マイク・スターン（ギター）、布袋寅泰（ギター）&リー・リトナー（ギター）
14. ファイヴス - "Fives" (Guthrie Govan) - 4:33
  - フィーチャリング：ガスリー・ゴーヴァン（ギター）&タル・ウィルケンフェルド（ベース）
15. カプリース 作品20の2と7 - "Caprices, Op. 20, No. 2 and 7" (Luigi Legnani) - 3:30
  - フィーチャリング：ショーン・ブーブリル（ギター）

### 日本盤ボーナス・トラック
1. ムーヴィン・ウェス - "Movin' Wes" (Wes Montgomery) - 5:32
  - フィーチャリング：パット・マルティーノ（ギター）&リー・リトナー（ギター）

## 参加ミュージシャン
フィーチャリング・ゲストに関しては上記「収録曲」参照。
- リー・リトナー - ギター
- ラリー・ゴールディングス - オルガン(#1, #5, #6, #14)、エレクトリックピアノ(#2, #4, #9)、クラビネット(#2)
- ジョン・ビーズリー - キーボード(#11, #12)、エレクトリックピアノ(#13)
- ジョーイ・デフランセスコ - オルガン(#3, #8, #16)
- メルヴィン・リー・デイヴィス - ベース(#1, #13)
- ネイザン・イースト - ベース(#2, #9)
- タル・ウィルケンフェルド - ベース(#4, #5, #6, #14)
- ジミー・ジョンソン - ベース(#11, #12)
- ハーヴィー・メイソン - ドラムス(#1, #2, #9)
- ウィル・ケネディ - ドラムス(#3, #8, #11, #16)
- ヴィニー・カリウタ - ドラムス(#4, #5, #6, #14)
- サイモン・フィリップス - ドラムス(#13)
- パウリーニョ・ダ・コスタ - パーカッション(#11, #12)